# Неделя
Вижте пояснителната страница за други значения на Неделя.
Неделя е седмият ден от седмицата.
На някои места неделя се счита за първия ден от седмицата (САЩ, Великобритания) – традиция, наследена от древните евреи и древните египтяни. Според приетия от Международната организация по стандартизация ISO 8601 неделя е последният ден от седмицата.
Според християнството това е денят от седмицата, в който се почита Възкресението Господне и задължително се почива. На руски език думата за неделя е запазена от старославянското Воскресенье.

## Етимология
Глаголът делям, дялам произлиза от старобългарския глагол  (трудя се, работя, действам). Оттук произлиза и прозвището на българския цар Петър Делян (от прилагателното име делян – работлив). Този глагол е близък по звучене с глагола деля, разделям. На български думата „неделя“ произлиза от глагола „не деля“ (на старобългарски: нет дела), т.е. „не правя нищо“, „не работя“, „без работа“, „няма работа“ и още като „денят без работа“.
С оглед на това може да се каже, че българската дума „неделя“ е аналогична на еврейската дума „шаббат“ (на иврит: שַׁבָּת; на английски: Shabbat – „прекратяване на деятелността“).
В други славянски езици произходът е аналогичен: полски Niedziela, украински Недiля, беларуски Нядзеля, хърватски nedjelja, сръбски и словенски Nedelja, чешки Neděle.

## Други наименования
В римската империя дните от седмицата са били посветени на седемте космически тела, като неделя е била денят на Слънцето – „dies Solis“. Това е останало в английското Sunday, немското Sonntag, шведското söndag, датското и норвежкото søndag, исландското sunnudagur и други.
Гръцката дума за неделя Κυριακή е от Κύριος – Бог.